# Ocosia spinosa
Ocosia spinosa és una espècie de peix pertanyent a la família dels tetrarògids i a l'ordre dels escorpeniformes.

## Descripció
16 espines i 8 radis tous a l'única aleta dorsal. 3 espines i 5-6 radis tous a l'anal. Presència d'espines a les superfícies laterals de l'os lacrimal i del primer os suborbital. Línia lateral contínua. Absència d'aleta adiposa. Cap espina i 13-13 radis tous a les aletes pectorals.

## Hàbitat i distribució geogràfica
És un peix marí, demersal (fins als 288 m de fondària) i de clima tropical, el qual viu a l'oceà Pacífic occidental: el mar de la Xina Oriental, el mar de la Xina Meridional i Taiwan.

## Observacions
És inofensiu per als humans. El seu índex de vulnerabilitat és de baix a moderat (33 de 100).